# 陳士魁
陳士魁（1952年4月8日—），生於臺灣宜蘭縣，政治人物，中國國民黨籍，2012年就任第31任行政院秘書長 。2013年2月18日轉任行政院政務委員兼福建省主席。2013年8月1日起至2016年5月20日接任僑務委員會委員長，兼任228基金會董事長。

## 生平
其伯父陳成岳，是一名醫生，曾至日本本土留學。在二二八事件中遭到槍決。
2012年7月，行政院長陳冲宣布副秘書長陳士魁接任秘書長一職。
2013年1月10日，行政院秘書長陳士魁針對汪用和提名為通傳會委員一事之爭議表示，對於汪用和父親汪大華之公司受其叔公汪超涌之陸資公司投資佔六成一事，他事前不知情，而汪用和沒有雙重國籍，也沒有利益衝突，認為清查被提名人的親戚「扯太遠」，仍希望立法院審查。然而時任民主進步黨籍立法委員管碧玲出示照片顯示汪大華、汪用和與妹妹汪用中三人去年才陪同汪超涌一同拜會國民黨副主席吳伯雄。最後汪用和被立法院封殺。

## 荣誉

### 中华民国勋章奖章
- 二等景星勋章（2013年3月11日于台北总统府颁授[6]）